# パンガミン酸

パンガミン酸とされる物質

パンガミン酸（Pangamic acid）は、アンズの種子（杏仁）から抽出された物質にアーンスト・T・クレブス親子が付けた名称。かつてはビタミンB15と呼ばれたが、これもアーンスト・T・クレブス親子が付けた名称である。
パンガミン酸がいかなる化合物あるいは混合物であるかは定かでないが、しばしばグルコン酸とジメチルグリシンのエステル誘導体であるとされる。サプリメントなどとして販売されているものは業者によって成分がまちまちである。グルコン酸と種々のアミノ酸のエステル誘導体や、ジメチルグリシン自体がビタミンB15と称して販売されている。それらの多くが天然物ではなく、工業的に合成された化合物である。
パンガミン酸はかつてビタミンであるとされていた。しかし、ヒトに必須であることが示されず、欠乏症も見つからなかったため、2008年現在ではビタミンとはされていない。
アーンスト・T・クレブス親子の最初の特許出願ではパンガミン酸はアトピー、関節炎、がんなど様々な疾患、症状の治療に有効であるとされた。しかしその後の研究ではヒトまたはその他の哺乳類の健康に有効であるという説得力のある根拠は示されていない。
命名者のアーンスト・T・クレブス親子はアミグダリン（レートリル）の抗がん作用を"発見"し、ビタミンB17と名付けた人物でもある。